# Keyvan Ghanbarzadeh
Keyvan Ghanbarzadeh (persisch کیوان قنبرزاده; * 26. Mai 1990 in Bābol) ist ein iranischer Leichtathlet, der sich auf den Hochsprung spezialisiert hat und aktuell Inhaber des Landesrekordes ist.

## Sportliche Laufbahn
Erste internationale Erfahrungen sammelte Keyvan Ghanbarzadeh bei den Jugendweltmeisterschaften 2007 in Ostrava, bei denen er mit 1,95 m in der Qualifikation ausschied. 2009 nahm er an den Asienmeisterschaften in Guangzhou teil und belegte dort mit 2,15 m den vierten Platz. Ein Jahr später gewann er bei den Hallenasienmeisterschaften in Teheran die Silbermedaille und belegte bei den Asienspielen in Guangzhou mit 2,19 m den achten Platz. 2011 belegte er bei den Asienmeisterschaften in Kōbe den sechsten Platz, wie auch bei den Studentenweltspielen in Shenzhen. 2013 gewann Ghanbarzadeh die Goldmedaille bei den Islamic Solidarity Games in Palembang sowie die Silbermedaille bei den Asienmeisterschaften in Pune teil mit 2,21 m. 
2014 nahm er erneut an den Asienspielen im südkoreanischen Incheon teil und überquerte dort im Finale keine Höhe. 2015 belegte er bei den Asienmeisterschaften in Wuhan mit 2,20 m den fünften Platz, wie auch bei den Militärweltspielen in Mungyeong im Oktober. 2016 belegte er mit 2,20 m den vierten Platz bei den Hallenasienmeisterschaften in Doha. Bei den Islamic Solidarity Games 2017 in Baku gewann er die Bronzemedaille und belegte bei den Asienmeisterschaften in Bhubaneswar den sechsten Platz. Anfang September gewann er mit neuem Hallenrekord von 2,26 m die Silbermedaille bei den Asian Indoor & Martial Arts Games in Aşgabat hinter dem Syrer Majd Eddin Ghazal. 2018 nahm er an den Hallenasienmeisterschaften in Teheran teil und gewann dort mit 2,15 m ebenfalls die Silbermedaille. Im Jahr darauf belegte er bei den Asienmeisterschaften in Doha mit einer Höhe von 2,15 m Rang elf und 2024 gelangte er bei den Hallenasienmeisterschaften in Teheran mit 2,10 m auf Rang fünf.
In den Jahren 2019 und von 2021 bis 2023 wurde Ghanbarzadeh iranischer Meister im Hochsprung im Freien sowie 2024 in der Halle.

## Persönliche Bestleistungen
- Hochsprung: 2,26 m, 22. Juni 2015 in Bangkok (Iranischer Rekord)
  - Hochsprung (Halle): 2,26 m, 20. September 2017 in Aşgabat (Iranischer Rekord)